# Sistema Guatemalteco de Áreas Protegidas
El Sistema guatemalteco de Áreas Protegidas (SIGAP) es el conjunto de todas las áreas protegidas de Guatemala y las entidades que las administran. Fue creado para lograr los objetivos de conservación, rehabilitación y protección de la diversidad biológica y los recursos naturales del país. El órgano máximo de dicho Sistema es el Consejo Nacional de Áreas Protegidas.
Las áreas protegidas, en Guatemala, para su óptima administración y manejo se clasifican en: parques nacionales, reservas biológicas, biotopos, reservas de la biósfera, áreas de uso múltiple, manantiales, reservas forestales, refugios de vida silvestre, monumentos naturales, monumentos culturales, rutas y vías escénicas, parques históricos, parques regionales, áreas recreativas naturales, reservas naturales privadas y otras que se establezcan en el futuro con fines similares. El Sistema Guatemalteco de Áreas Protegidas, fue creado dentro de la Ley de Áreas Protegidas (Dto. n.º 4-89 del Congreso de la República de Guatemala) independientemente de la entidad, persona individual o jurídica que las administre.
El 31.04% del territorio nacional se encuentra bajo el régimen de área protegida con un total de 309 áreas protegidas nacionales, municipales y privadas, que ocupan un área total de 3,482,765.71 hectáreas (3,380,176.71 hectáreas terrestres y 102,589.00 hectáreas marítimas).